# Familia criminal Gambino
La  familia criminal Gambino (pronunciada /ɡamˈbiːno/) es una familia criminal mafiosa ítalo estadounidense y una de las Cinco Familias que dominan el crimen organizado en Nueva York, Estados Unidos, dentro del fenómeno nacional que es la mafia estadounidense. El grupo, que tuvo cinco jefes entre 1910 y 1957, lleva el nombre de Carlo Gambino, jefe de la familia en la época de las audiencias Valachi en 1963, cuando la estructura del crimen organizado atrajo la atención pública por primera vez. Las operaciones del grupo se extienden desde Nueva York y la costa este hasta California. Sus actividades ilícitas incluyen racketeering, apuestas ilegales, usura, extorsión, lavado de dinero, prostitución, fraude, secuestro, y receptación.
La familia fue una de las Cinco Familias que se fundaron en Nueva York luego de la guerra de los Castellammarenses. Por gran parte de los siguientes veinticinco años, fue un agente menor en el crimen organizado. Su principal miembro durante este tiempo fue el subjefe Albert Anastasia, quien fue conocido como la cabeza operativa del brazo armado del bajo mundo, Murder, Inc. Se mantuvo en el poder incluso luego de que Murder, Inc. desapareciese a finales de los años 1940, y tomó control sobre su familia en 1951 —por todos los medios luego de asesinar al fundador de la familia Vincent Mangano— que fue entonces reconocida como la familia criminal Anastasia.
El ascenso de lo que fue la más poderosa familia criminal en Estados Unidos por un tiempo se inició en 1957, cuando Anastasia fue asesinado mientras estaba esperando en una silla de barbería en el Park Sheraton Hotel en Manhattan. Los expertos creen que el subjefe de Anastasia, Carlo Gambino, ayudó a orquestar el golpe para tomar el control de la familia. Gambino se asoció con Meyer Lansky para controlar los intereses en las apuestas en Cuba. La fortuna de la familia creció hasta 1976 cuando Gambino nombró a su cuñado Paul Castellano como jefe para después de su muerte. Castellano enfureció al advenedizo capo John Gotti, quien orquestó el asesinato de Castellano en 1985. La caída de Gotti llegó en 1992, cuando su subjefe Salvatore "Sammy the Bull" Gravano cooperó con el FBI. La cooperación de Gravano llevó a la caída de Gotti junto con gran parte de los principales miembros de la familia Gambino. Desde el 2015, la familia está encabezada por Frank Cali hasta su asesinato fuera de su casa en Staten Island el 13 de marzo del 2019.

## Historia

### Orígenes

#### La pandilla D'Aquila
Los orígenes de la familia criminal Gambino pueden ser rastreados hasta la facción de mafiosos recién llegados de Palermo que eran originalmente liderados por Ignazio Lupo. Cuando él y su socio tanto de negocios como por matrimonio, Giuseppe Morello, fueron enviados a prisión por falsificación en 1910, Salvatore "Toto" D'Aquila, uno de los principales capitanes de Lupo, tomó el control. D'Aquila fue un influyente inmigrante de Palermo que se unió a la pandilla de Lupo basada en el Harlem del Este. Fundada en los años 1900, la pandilla de Mano Negra de Lupo fue uno de los primeros grupos criminales italianos en Nueva York. Lupo fue socio en muchas iniciativas con Morello, quien fue el original capo di tutti capi (jefe de jefes), un título que luego sería utilizado por D'Aquila. A medida que se formaban otras pandillas en Nueva York, estas reconocían a Morello como su jefe de jefes. En 1906, el nombre de D'Aquila's apareció por primera vez en los registros policiales por estafa.
En 1910, Giuseppe Morello e Ignazio Lupo fueron sentenciados a 30 años de prisión por falsificación. Con la familia Morello debilitada, D'Aquila aprovechó la oportunidad para establecer el dominio de lo que ahora era su propia familia palermitana en Harlem del Este. D'Aquila rápidamente utilizó sus vínculos con otros líderes mafiosos en los Estados Unidos para crear una red de influencia y conexiones y pronto fue una fuerza poderosa en Nueva York.

#### Pandillas de Nueva York
Para 1910, se formaron más pandillas italianas en Nueva York. Además de la original pandilla Morello, en Harlem del Este (pero expandiéndose hacia Little Italy en el Lower East Side de Manhattan), había otras organizaciones formándose. En Brooklyn, Nicolo "Cola" Schirò estableció una segunda pandilla de mafiosos sicilianos provenientes de Castellammare del Golfo, al oeste de Palermo, en Sicilia. Una tercera pandilla siciliana se formó por Alfred Mineo en Brooklyn. Otro capitán Morello, Gaetano Reina, también se había independizado en el Bronx, gobernando esa área con impunidad. En el sur de Brooklyn, primero Johnny Torrio, y luego Frankie Yale lideraban una nueva y ascendente organización. Finalmente, había dos pandillas de la camorra napolitana aliadas, una en Coney Island y otra en Navy Street en Brooklyn, estas eran dirigidas por Pellegrino Morano y Alessandro Vollero.
En 1916 la Camorra había asesinado a Nicholas Morello, jefe de la pandilla Morello. En respuesta, D'Aquila se alió con los Morello para combatir a la Camorra. En 1917, tanto Morano como Vollero fueron arrestados por asesinato y sentenciados a cadena perpetua en prisión. Con su liderazgo ido, las dos pandillas de la Camorra desaparecieron y las familias D'Aquila y Schiro en Brooklyn tomaron control de muchos de sus garitos en Brooklyn. Poco después, D'Aquila absorbió a la pandilla Mineo, haciendo de Mineo su primer teniente. D'Aquila ahora controlaba la más grande y más influyente pandilla italiana en Nueva York. Fue alrededor de esta época que Joe Masseria, otro antiguo capitán de los Morello, empezó a consolidar su influencia en Little Italy y el Lower East Side y empezó a entrar en conflicto con las operaciones de D'Aquila en esa zona a medida que se acercaba la Prohibición.

#### Prohibición
En 1920, los Estados Unidos prohibieron la producción y venta de bebidas alcohólicas (Prohibición), creando la oportunidad para una actividad ilegal extremadamente lucrativa para las pandillas neoyorquinas.
Para 1920, el único rival significativo de D'Aquila era Giuseppe "Joe the Boss" Masseria. Masseria había tomado el control de la familia Morello y, para mediados de los años 1920, había empezado a juntar poder e influencia que rivalizaban con los de D'Aquila. Para finales de los años 1920, D'Aquila y Masseria estaban listos para enfrentarse.
El 10 de octubre de 1928, pistoleros de Masseria asesinaron a Salvatore D'Aquila fuera de su casa. El segundo en comando de D'Aquila, Alfred Mineo, y su mano derecha, Steve Ferrigno, ahora comandaban la mayor y más influyente pandilla siciliana en Nueva York. 

#### Guerra de los Castellammarenses
En 1930, la guerra de los Castellammarenses empezó entre Masseria y Salvatore Maranzano, el nuevo líder de la pandilla Castellammarense de Cola Schirò, por el control del crimen organizado ítalo estadounidense en Nueva York. Mineo fue una baja; él y Ferrigno fueron asesiandos por hombres de Masseria el 5 de noviembre de 1930. En abril de 1931, Masseria fue asesinado en un restaurante por varios de los miembros de su propia pandilla que se habían pasado al bando de Maranzano. Maranzano se declaró a sí mismo el jefe de todos los jefes y reorganizó todas las pandillas de Nueva York en Cinco Familias. Maranzano nombró a Frank Scalice como jefe de la antigua familia D'Aquila/Mineo, ahora designada a ser una de las cinco familias de Nueva York.
En septiembre de 1931, Maranzano fue asesinado en su oficina por una escuadra de sicarios. El principal beneficario (y organizador de los dos asesinatos) fue Charlie "Lucky" Luciano. Luciano mantuvo las cinco familias de Maranzano y añadió la Comisión para mediar disputas y prevenir nuevas guerras entre mafiosos.
También en 1931, Luciano reemplazó a Scalice con Vincent Mangano como jefe de la pandilla D'Aquila/Mineo y que ahora sería la familia criminal Mangano. Mangano también recibió un asiento en la nueva Comisión. La era moderna de la Cosa Nostra había comenzado.

### Era Mangano
Vincent Mangano tomó control de la familia con Joseph Biondo como consigliere y Albert Anastasia como subjefe. Vincent Mangano aún creía en las tradiciones mafiosas del Viejo Mundo de "honor", "tradición", "respeto" y "dignidad". Sin embargo, era más progresista que Masseria y Maranzano. Para compensar la pérdida de grandes ingresos con el fin de la Prohibición en 1933, Vincent Mangano trasladó su familia a la extorsión, el manejo de sindicatos y las apuestas ilegales incluyendo manejo de carreras de caballos y loterías. 
Vincent Mangano también estableció el City Democratic Club, ostensiblemente para promover los valores estadounidenses. En realidad, el Club fue una tapadera de Murder, Inc., la famosa banda de sicarios mayormente judíos que asesinaban por encargo de la Cosa nostra en todo el país. Anastasia era el jefe operativo de Murder, Inc. Era popularmente conocido como el "Lord High Executioner" (en inglés: "Señor Verdugo").
Vincent Mangano también tenía lazos cercanos con Emil Camarda, un vicepresidente de la International Longshoremen's Association (ILA). A través de la ILA, Mangano y la familia controlaban completamente las riberas de Manhattan y Brooklyn. Desde 1932 hacia adelante, el presidente del local 1814 de la ILA era Anthony "Tough Tony" Anastasio, el hermano menor de Albert Anastasia (Anthony mantuvo la forma original de escribir su apellido). Anastasio era uno de los principales generadores de riqueza de la familia, encauzando millones de dólares a las arcas de la familia. Anastasio no ocultaba sus vínculos con la mafia, y le bastaba con decir "mi hermano Albert" para dejar claro a qué se refería. Con el apoyo de la familia, la ribera de Brooklyn fue la jurisdicción de Anastasio durante 30 años. 
Alrededor de esta época, Carlo Gambino fue promovido dentro de la familia Mangano, junto con otro futuro jefe, el primo de Gambino, Paul Castellano.
Anastasia y Mangano estaban usualmente en conflicto, incluso a pesar de que trabajaron juntos por 20 años. En varias ocasiones, Anastasia y Vincent Mangano estuvieron cerca de agarrarse a golpes. Vincent Mangano se sentía incómodo con los lazos cercanos de Anastasia con Lucky Luciano, Frank Costello, Joseph Bonanno y otros mafiosos principales de otras familias. Mangano también estaba celoso del fuerte poder de Anastasia basado en Murder Inc. y los sindicatos portuarios.
En abril de 1951, Vincent Mangano desapareció sin dejar rastro mientras que su hermano Phillip fue encontrado muerto. Nadie fue acusado por la muerte de los hermanos Mangano y el cuerpo de Vincent nunca fue encontrado. Sin embargo, se cree generalmente que Anastasia los asesinó a ambos.

### Régimen de Anastasia
Llamado a enfrentar a la Comisión, Anastasia se negó a aceptar la culpabilidad por los asesinatos de los hermanos Mangano. Anastasia si afirmó que Vincent Mangano había planeado matarlo a él. Anastasia ya estaba manejando la familia durante la "ausencia" de Vincent Mangano y los miembros de la Comisión estaban intimidados por él. Con el apoyo de Frank Costello, jefe de la familia criminal Luciano, la Comisión confirmó el ascenso de Anastasia como jefe de lo que ahora se llamaría la "familia criminal Anastasia". Carlo Gambino, de carácter astuto y ganas de ser jefe él mismo, llegó a posicionarse como consigliere.
El antiguo jefe de Murder, Inc., Anastasia era un buen asesino que inspiraba miedo a través de las familias de Nueva York. Con Costello como aliado, Anastasia llegó a controlar la comisión. El mayor rival de Costello era Vito Genovese, un antiguo subjefe de Lucky Luciano. Desde 1946, Genovese había estado planeando sacar a Costello del poder pero no era lo suficientemente poderoso como para enfrentarse a Anastasia.

#### Plan contra Anastasia
Las propias acciones brutales de Anastasia crearon pronto un clima favorable en Nueva York para su remoción. En 1952, Anastasia ordenó el asesinato de un hombre de Brooklyn, Arnold Schuster, quien había ayudado en la captura del ladrón de bancos Willie Sutton. A Anastasia no le gustó el hecho de que Schuster hubiera ayudado a la policía. Las famillias de Nueva York estuvieron enfurecidas por este asesinato gratuito que atrajo una gran atención pública. Anastasia también alejó a uno de los asociados más poderosos de Luciano, Meyer Lansky, abriendo casinos en Cuba para competir con los de Lansky. Genovese y Lansky pronto atrajeron a Carlo Gambino para la conspiración ofreciéndole la posibilidad de convertirse en el jefe.
En mayo de 1957, Frank Costello escapó solo con heridas menores de un intento de asesinato organizado por los Genovese y decidió renunciar a seguir siendo jefe. Sin embargo, Genovese y Gambino pronto entendieron que Costello estaba conspirando con Anastasia para recuperar el poder. Ellos decidieron entonces matar a Anastasia.
El 25 de octubre de 1957, varios pistoleros enmascarados asesinaron a Anastasia en la barbería ubicada en el Park Sheraton Hotel en Manhattan. Cuando Anastasia se sentó en la silla del barbero, los tres asaltantes entraron, apartaron al barbero y empezaron a disparar. Anastasia, herido, supuestamente disparó a sus atacantes pero sólo le dio a sus reflejos en el espejo. Anastasia murió en ese sitio. Muchos historiadores creen que Gambino ordenó al caporegime Joseph Biondo matar a Anastasia y que Biondo le dio el encargo a una escuadra de vendedores de drogas de Gambino liderados por Stephen Armone y Stephen Grammauta.

### Era Gambino

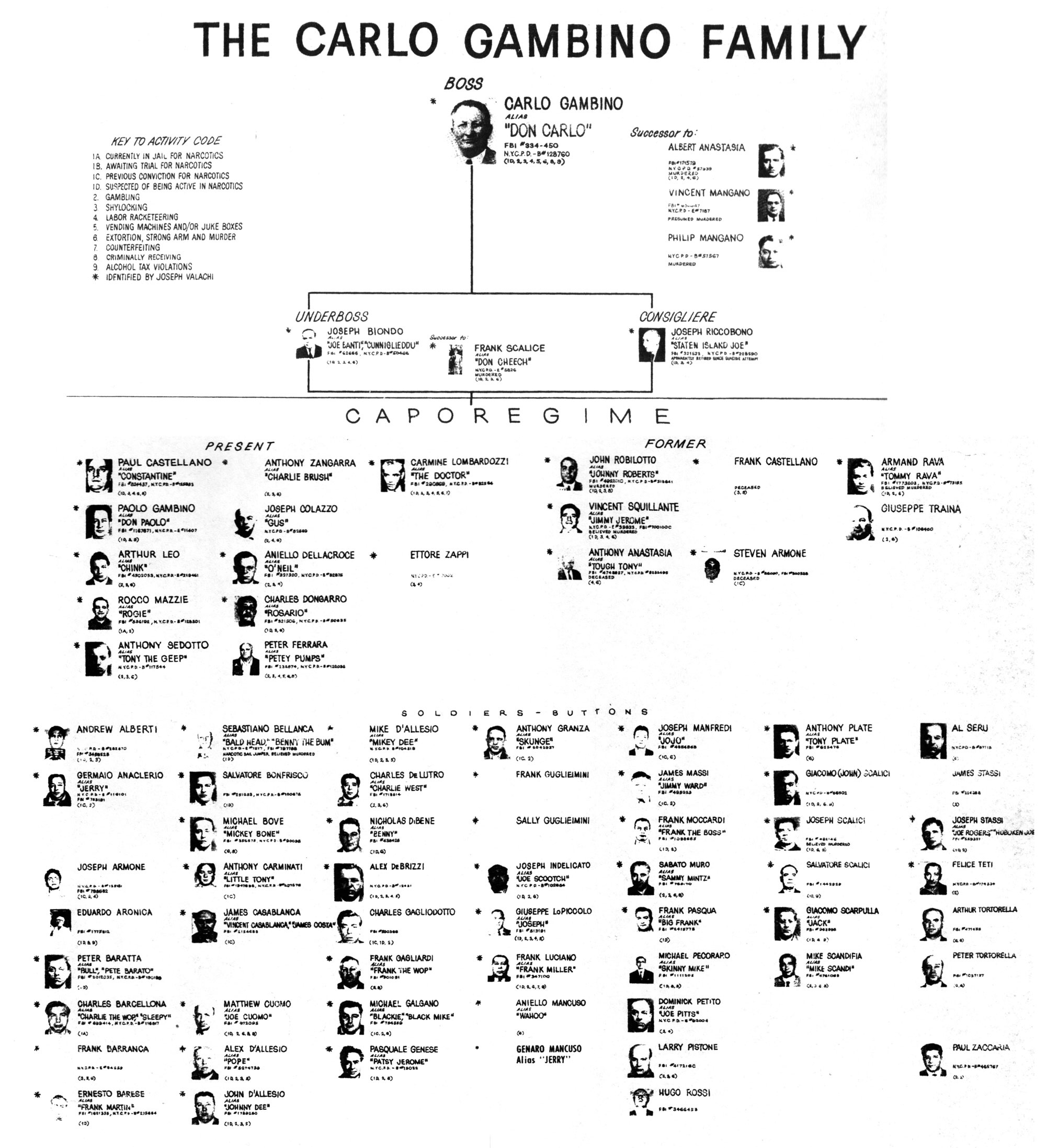
Representación jerárquica de la familia Gambino durante la era de Carlo Gambino.

Con la muerte de Anastasia, Carlo Gambino se convirtió en el jefe de lo que ahora se llamaría la "familia criminal Gambino". Joseph Biondo fue nombrado como subjefe. Fue reemplazado en 1965 por Aniello Dellacroce.
Gambino y Luciano entonces supuestamente ayudaron a pagar parte de los $100 000 entregados a un traficante portorriqueño para implicar falsamente a Genovese en una venta de drogas. En abril de 1959, Genovese fue sentenciado a 15 años en una prisión federal donde murió en 1969.
Gambino rápidamente llevó a la familia a ser la más poderosa familia criminal en los Estados Unidos. Fue ayudado por las casas de juego de Meyer Lansky en Cuba y las Bahamas, un negocio lucrativo para la Cosa Nostra.

#### Control de otras familias criminales
En 1964, Joseph "Joe Bananas" Bonanno, el jefe de la familia criminal Bonanno, y Joseph Magliocco, el nuevo jefe de la familia criminal Profaci, conspiraron para matar a Gambino y sus aliados en la Comisión. Sin embargo, el hombre confió el trabajo a Joseph Colombo quien le reveló el plan a Gambino. La Comisión, liderada por Gambino, forzó a Magliocco a renunciar y pasarle su familia a Colombo, mientras que Bonanno huyó de Nueva York. Gambino entonces se convirtió en el líder más poderoso de las "Cinco Familias".
En 1971, Gambino supuestamente utilizó su poder para orquestar el asesinato de Colombo. Gambino y sus aliados estaban descontentos con el perfil demasiado público de Colombo. Jerome Johnson le disparó a Colombo el 28 de junio de 1971 en el segundo encuentro de la "Italian-American Unity Day". Johnson luego fue asesinado en ese mismo lugar por guardaespaldas de Colombo. Se intentó conectar a Johnson con la familia Gambino pero nadie fue acusado por el tiroteo. Colombo sobrevivió al tiroteo, pero permaneció paralizado hasta su muerte en 1978.
La influencia de Gambino también se hizo más fuerte en el control tras bambalinas de la familia criminal Lucchese liderada por Carmine "Mr. Gribbs" Tramunti.
En 1972, Gambino supuestamente eligió a Frank "Funzi" Tieri para ser jefe de la familia criminal Genovese. Gambino supuestamente había ordenado el asesinato del predecesor de Tieri, Thomas Eboli luego de que este no le pagara un préstamo de 3 millones a Gambino. Otros afirman que Eboli fue asesinado por su propia familia debido a sus formas erráticas.
Bajo el control de Gambino, la familia ganó una particularmente fuerte influencia en la industria de la construcción. Tomó control subrepticio del capítulo local 282 del  sindicato de camioneros, que controlaba el acceso a la mayoría de materiales de construcción en el área de Nueva York y podía, literalmente, detener la mayoría de los proyectos de construcción en la ciudad.
El 15 de octubre de 1976, Carlo Gambino murió en su casa de causas naturales. Contra las expectativas, había elegido a Castellano para sucederlo incluso sobre su subjefe Dellacroce. Gambino parecía creer que su familia criminal se podría beneficiar del enfoque de Castellano en los negocios de cuello blanco. Dellacroce, en ese momento, estaba encarcelado por evasión fiscal y no pudo impugnar la sucesión de Castellano.
La sucesión de Castellano se confirmó en una reunión el 24 de noviembre, con la presencia de Dellacroce. Castellano aceptó que Dellacroce se mantenga como subjefe mientras directamente administraba actividades tradicionales de la Cosa Nostra como extorsión, robos y usura. Mientras que Dellacroce aceptó la sucesión de Castellano, el acuerdo en realidad dividió a la familia en dos facciones rivales.

### Régimen de Castellano

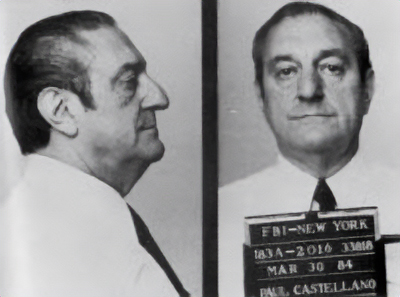
Paul Castellano

Cuando Castellano se convirtió en el jefe, negoció una división de responsabilidades entre él y Dellacroce. Castellano tomó control de los llamados "crímenes de cuello blanco" que incluían desfalco de acciones y otros ilícitos muy rentables. Dellacroce mantuvo el control de las actividades tradicionales de la Cosa Nostra. Para mantener el control de la facción Dellacroce, Castellano se apoyó en el grupo dirigido por Anthony "Nino" Gaggi y Roy DeMeo. El grupo de DeMeo (en inglés: DeMeo crew) supuestamente cometió entre 74 a 200 asesinatos durante fines de los años 1970 y mediados de los años 1980.
A medida que Castellano se hacía más poderoso en la familia Gambino, empezó a generar grandes cantidades de dinero del cemento para la construcción. El hijo de Castellano, Philip, fue el presidente de Scara-Mix Concrete Corporation, que ejercía un casi monopolio del concreto en la construcción en Staten Island. Castellano también gestionaba los intereses de la familia en el "Concrete Club," un club de contratistas seleccionados por la Comisión para manejar los contratos de construcción entre 2 y 15 millones. En retorno, los contratistas daban un 2% del valor del contrato en soborno a la Comisión. Castellano también supervisaba el control por parte de la familia Gambino del capítulo local 282 de la Hermandad internacional de camioneros, que proveía a trabajadores para verter concreto en todos los principales proyectos de edificios en Nueva York y Long Island.

#### Caso de la familia Gambino
En respuesta al ascenso de la familia Gambino, investigadores federales centraron sus objetivos en el liderazgo de la familia. El 31 de marzo de 1984, un gran jurado federal acusó a Castellano y 20 otros miembros de la familia Gambino y asociados de cargos que incluían narcotráfico, asesinato, robo y prostitución. Al año siguiente, él recibió una segunda acusación por su rol en la Comisión de la Mafia. Enfrentándose a una condena de cadena perpetua por cualquiera de los dos casos, Castellano acordó que John Gotti fuera jefe en funciones junto a Thomas Bilotti, el capo favorito de Castellano, y Thomas Gambino en su ausencia.
Gotti, mientras tanto, empezó a conspirar con sus compañeros capos Frank DeCicco y Joseph "Joe Piney" Armone que estaban disconformes con el estado de las cosas así como con los soldados Sammy Gravano y Robert "DiB" DiBernardo (colectivamente llamados "El puño" (en inglés: "the Fist") por ellos mismos) para sacar a Castellano del poder señalando que éste, a pesar de su inacción, eventualmente trataría de matarlo. El apoyo de Armone fue crítico, como un respetado veterano que venía desde el fundador de la familia, Vincent Mangano, el daría credibilidad a la causa de los conspiradores.

#### Conflicto con Gotti
El principal crítico de Castellano era John Gotti, un capo de Queens y protegido de Dellacroce. Gotti era ambicioso y quería ser el jefe. Rápidamente se encontró insatisfecho con el liderazgo de Castellano señalando que era aislado y avaro. Como a otros miembros de la familia, a Gotti personalmente no le gustaba Castellano. El jefe no tenía credibilidad de la calle y aquellos que habían pagado su derecho de piso no lo respetaban. Gotti también tenía intereses económicos: había tenido una disputa con Castellano sobre la parte que Gotti tomó de los secuestros hechos en el Aeorpuerto Kennedy. También se rumoraba que Gotti se había expandido a  la venta de drogas, un negocio lucrativo que Castellano había prohibido.
En agosto de 1983, Ruggiero y Gene Gotti fueron arrestados por vender heroína, basado principalmente en grabaciones de un micrófono escondido en la casa de Ruggiero. Castellano, que había prohibido a los made men de su familia negociar con drogas bajo pena de muerte, demandó transcripciones de las grabaciones, y, cuando Ruggiero se negó, amenazó con degradar a Gotti.
Una regla de largo tiempo en la Mafia era que matar un jefe está prohibido sin el apoyo de la mayoría de la Comisión. En efecto, el ataque de Gotti a Castellano sería el primer ataque contra un jefe desde que Albert Anastasia fue asesinado en 1957. Gotti sabía que podía ser demasiado riesgoso el solicitar apoyo de los otros cinco jefes, toda vez que ellos tenían fuertes vínculos con Castellano. Para superar esto, consiguió el apoyo de varias figuras importantes de su generación en las familias Lucchese, Colombo y Bonanno. No consideró acercarse a la familia Genovese porque Castellano era muy cercano al jefe Genovese Vincent "Chin" Gigante. Sin embargo, Gotti pudo contar también con la complicidad del consigliere de la familia Gambino Joseph N. Gallo.
Luego de que Dellacroce muriera de cáncer el 2 de diciembre de 1985, Castellano revisó su plan de sucesión: nombrando a Bilotti com subjefe y a Thomas Gambino como el único jefe en funciones, mientras hacía planes para dispersar al grupo de Gotti. Enfurecido por esto y por la negativa de Castellano de asistir al velatorio de Dellacroce, Gotti decidió matar a su jefe.
El 16 de diciembre de 1985, Bilotti y Castellano llegaron al Sparks Steak House en Manhattan para una cena con el capo Frank DeCicco. DeCicco había avisado a Gotti que él se reuniría con Castellano y varios otros mafiosos de la familia Gambino en el Sparks esa noche. Cuando Bilotti y Castellano estaban bajando del carro, cuatro hombres no identificados bajo el comando de Gotti les dispararon y los mataron. Gotti observó el golpe desde su carro junto con Gravano.

### John Gotti

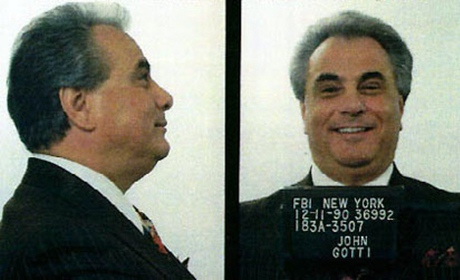
John Gotti luego de su arresto en 1990.

Varios días después del asesinato de Castellano, Gotti fue nombrado en un comité de tres hombres, junto con Gallo y DeCicco, para administrar temporalmente la familia hasta la elección de un nuevo jefe. Se anunció también que se estaba realizando una investigación interna sobre el asesinato. Sin embargo, era un secreto a voces que Gotti era el jefe  y casi todos los capos de la familia sabían que él estuvo detrás del golpe. Fue formalmente aclamado como el nuevo jefe de la familia Gambino en una reunión de 20 capos realizada el 15 de enero de 1986.
Gotti nombró a Frank DeCicco como subjefe y promovió a Angelo Ruggiero y Sammy Gravano al rango de capo. En el momento de su ascensión, la familia Gambino era reconocida como la más poderosa de la Mafia estadounidense, con un ingreso anual de 500 millones.
Gotti fue conocido como "The Dapper Don" (en inglés: "El don elegante") por sus trajes hechos a medida y sus corbatas de seda. A diferencia de sus colegas, Gotti hacía pocos esfuerzos para esconder sus conexiones con la Mafia y estaba muy interesado en proporcionar frases pegadizas a la prensa. Su casa en Howard Beach, Queens era vista a menudo en televisión. Le gustaba tener reuniones con miembros de la familia mientras caminaba en lugares públicos de tal forma que los agentes de la ley no pudieran grabar las conversaciones. Uno de los vecinos de Gotti en Howard Beach fue Joseph Massino, subjefe de la familia criminal Bonanno. Gotti y Massino tenían una larga amistad desde los años 1970 cuando eran conocidos como dos de los secuestradores más competentes de Nueva York.
Los líderes mafiosos de las otras familias enfurecieron por el asesinato de Castellano y desaprobaron el estilo público de Gotti. El enemigo más fuerte de Gotti era el jefe de la familia criminal Genovese Vincent "Chin" Gigante, un antiguo aliado de Castellano. Gigante conspiró con el jefe de la familia Lucchese Anthony "Tony Ducks" Corallo para matar a Gotti. Corallo dio la orden a dos miembros principales de su familia: Vittorio "Vic" Amuso y Anthony "Gaspipe" Casso.
La nueva fama de Gotti tenía cuando menos un efecto positivo para él: desde la revelación de la ocupación de su atacante y entre reportes de intimidación por parte de los Gambino, Romual Piecyk decidió no testificar contra Gotti gracias a Boško "The Yugo" Radonjić, jefe de los Westies en Hell's Kitchen, Manhattan. Cuando el juicio empezó en marzo de 1986, Piecyk testificó que no era capaz de recordar quién lo atacó. El caso fue pronto desestimado con el New York Post resumiendo los procedimientos con el titular "I Forgotti!" (en inglés: "Me olvidé" haciendo juego con las cinco últimas letras que forman el apelllido Gotti). Luego se reveló que matones Gambino habían cortado los frenos de Piecyk, hecho llamadas amenazadoras y lo siguieron antes del juicio
El 13 de abril de 1986, DeCicco fue asesinado cuando su carro explotó luego de una visita al leal a Castellano James Failla. Las bombas fueron puestas en el vehículo por Victor Amuso y Anthony Casso de la familia Lucchese, bajo órdenes de Gigante y el jefe de la familia Lucchese Anthony Corallo, para vengar la muerte de Castellano y Bilotti matando a sus sucesores; Gotti también planeaba visitar a Failla ese día, pero canceló y la bomba fue detonada luego de que un soldado quien viajó con DeCicco fue tomado por el jefe. Las bombas habían estado prohibidas por largo tiempo en la Mafia debido a preocupaciones de que pudieran poner en peligro a gente inocente, llevando a los Gambino a sospechar inicialimente que mafiosos "zips"—Sicilianos trabajando en los Estados Unidos—estaban detrás de esto. Los zips eran conocidos por usar bombas.
Luego de la explosión, el juez Eugene Nickerson, que presidía el juicio contra Gotti, reprogramó el juicio para evitar que el jurado estuviera afectado por la publicidad resultante, mientras que la fiscal Diane Giacalone logró que la fianza de Gotti sea dejada sin efecto debido a evidencia de intimidación a testigos en el caso Piecyk. Desde la cárcel, Gotti ordenó el asesinato de Robert DiBernardo por Gravano; tanto DiBernardo y Ruggiero habían estado compitiendo para suceder a DeCicco hasta que Ruggiero acusó a DiBernardo de retar el liderazo de Gotti. Cuando Ruggiero, también bajo investigación, tuvo su fianza revocada por su comportamiento abrasivo en las audiencias preliminares, un frustrado Gotti promovió a Armone como subjefe.
La selección del jurado para el caso empezó de nuevo en agosto de 1986, con Gotti siendo juzgado junto con Willie Boy Johnson (quien, a pesar de haber sido expuesto como un informante, se negó a testificar a favor del gobierno), Leonard DiMaria, Tony Rampino, Nicholas Corozzo y John Carneglia. En este punto, los Gambino eran capaces de arreglar el caso cuando George Pape escondió su amistad con Radonjić y fue elegido como jurado N.º 11. A través de Radonjić, Pape contactó a Gravano y aceptó vender su voto en el jurado por $60,000.
En los alegatos de apertura del juicio el 25 de septiembre, el abogado defensor de Gotti Bruce Cutler negó la existencia de la familia Gambino y señaló que todo el esfuerzo del gobierno es una venganza personal. Su principal estrategia de defensa durante la investigación era atacar la credibilidad de los testigos de Giacalone discutiendo sus crímenes antes de convertirse en testigos del gobierno. Durante la defensa de Gotti, Cutler llamó al ladrón de bancos Matthew Traynor, un posible testigo de la fiscalía que fue dejado de lado por falta de credibilidad, quien testificó como Giacalone le ofreció drogas y su ropa interior como un objeto para masturbarse a cambio de su testimonio. Los alegatos de Traynor serían desechados por el juez Nickerson como "totalmente increíbles" luego del juicio, y fue luego encarcelado por perjurio.
A pesar de la defensa de Cutler y las críticas sobre la actuación de la fiscalía, según los escritores sobre la mafia Jerry Capeci y Gene Mustain, cuando empezó la deliberación del jurado, una mayoría estaba a favor de condenar a Gotti. Sin embargo, debido a la actuación de Pape, Gotti sabía desde el inicio que lo peor que iba a pasar era que el jurado fuera incapaz de llegar a un veredicto. Durante las deliberaciones, Pape opinó por absolver a los acusados mientras el resto del jurado empezaba a temer que su propia seguridad se vería amenazada. El 13 de marzo de 1987, ellos absolvieron a Gotti y sus coacusados de todos los cargos. Cinco años después, Pape fue condenado por obstrucción a la justicia debido a su actuación y sentenciado a tres años de prisión.
Ante las previas condenas en los casos contra la Mafia, particularmente el Juicio contra la Comisión de la Mafia, la absolución de Gotti supuso un duro revés que se añadió a su reputación. La prensa estadounidense apodó a Gotti "The Teflon Don" (en inglés: El Don Teflón") en referencia a que ninguno de los cargos se le "pegó".

#### Arresto de 1992
El 11 de diciembre de 1990, agentes del FBI y detectives del NYPD hicieron una redada en el Ravenite Social Club, arrestando a Gravano, Gotti y Locascio. Gravano se declaró culpable de un cargo de racketeering y Gotti fue acusado de cinco asesinatos (Castellano, Bilotti, DiBernardo, Liborio Milito y Louis Dibono), conspiración para cometer asesinato contra Gaetano Vastola, usura, apuestas ilegales, obstrucción a la justicia, soborno y evasión de impuestos. Basado en grabaciones de micrófonos ocultos del FBI que se reprodujeron en audiencias previas al juicio, la administración Gambino no obtuvo la posibilidad de fianza. En ese mismo tiempo, los abogados Bruce Cutler y Gerald Shargel fueron descalificados para defender a Gotti y a Gravano luego de que los fiscales argumentaron con éxito que ellos eran "parte de la evidencia" y, como tales, posibles testigos. Los fiscales argumentaron que Cutler y Shargel no sólo conocían de las potenciales actividades criminales sino que habían trabajado como "asesores legales" de la familia Gambino. Gotti entonces contrató a Albert Krieger, un abogado de Miami que había trabajado con Joseph Bonanno, para que reemplace a Cutler.
Las grabaciones también crearon una grieta entre Gotti y Gravano, mostrando al jefe Gambino que describía a su recién nombrado subjefe como demasiado codicioso e intentando presentar a Gravano como la principal fuerza detrás de los asesinatos de DiBernardo, Milito y Dibono. El intento de reconciliación de Gotti falló, dejando a Gravano desilusionado con la mafia y dudoso de sus posibilidades de ganar el caso sin Shargel, su antiguo abogado.
Gravano finalmente optó por testificar a favor del gobierno, formalmente aceptando testificar el 13 de noviembre de 1991. En ese momento, él era el miembro de más alto rango de una familia criminal neoyorquina en convertirse en un informante.
Gotti y Locascio fueron juzgados en el Tribunal de Distrito de los Estados Unidos para el Distrito Este de Nueva York ante el juez de distrito I. Leo Glasser. La selección del jurado se inició en enero de 1992 con un jurado anónimo y, por primera vez en un caso federal de Brooklyn, totalmente secuestrados durante el juicio debido a la reputación de Gotti de manipular jurados. El juicio comenzó con los alegatos de apertura de la fiscalía el 12 de febrero; los fiscales Andrew Maloney y John Gleeson empezaron su caso reproduciendo las grabaciones que mostraban a Gotti discutiendo los negocios de la familia Gambino, incluyendo asesinatos que él aprobó, y confirmando la animosidad entre Gotti y Castellano para establecer el antiguo motivo para matar a su jefe. Luego de llamar a un testigo del restaurante Sparks quien identificó a Carneglia como uno de los hombres que disparó contra Bilotti, llamaron a Gravano como testigo el 2 de marzo.
En el tribunal, Gravano confirmó el lugar de Gotti en la estructura de la familia Gambino y describió con detalle la conspiración para asesinar a Castellano, dando una completa descripción del golpe y sus consecuencias. Gravano confesó 19 asesinatos, implicando a Gotti en cuatro de ellos. Ni Krieger ni Anthony Cardinale, el abogado de Locascio, fueron capaces de confundir a Gravano durante el contra-interrogatorio. Entre otros arrebatos, Gotti llamó drogadicto a Gravano mientras sus abogados buscaban rebuscar su uso pasado de esteroides. Luego de presentar testimonio adicional y grabaciones, el gobierno cerró su caso el 24 de marzo.
El 23 de junio de 1992, Glasser sentenció a Gotti y a Locascio a cadena perpetua sin la posibilidad de libertad bajo palabra y una multa de $250,000. Gotti se entregó a las autoridades federales para cumplir su condena el 14 de diciembre de 1992. El 26 de septiembre de 1994, un juez federal sentenció a Gravano a cinco años en prisión. Sin embargo, como Gravano ya había cumplido cuatro años, la sentencia se redujo a menos de un año.
Gotti continuó gobernando la familia desde prisión, mientras las operaciones del día a día de la familia fueron encargadas a los capos John "Jackie Nose" D'Amico y Nicholas "Little Nick" Corozzo. El último debía tomar el control como jefe en funciones pero fue sentenciado a ocho años en prisión por cargos de raqueteo. El hijo de Gotti, John "Junior" Gotti tomó el mando como jefe de la familia, pero se declaró culpable de raqueteo en 1999 y fue sentenciado a 77 meses en prisión.

### Peter Gotti
Cuando John Gotti murió en prisión el 10 de junio del 2002, su hermano Peter Gotti tomó control de la familia como jefe. La fortuna de la familia disminuyó enormemente considerando el poder que tenía algunas décadas atrás cuando era considerada la organización criminal más poderosa en los Estados Unidos. Peter Gotti fue apresado el 2003, y el liderazgo supuestamente fue a miembros como Nicholas Corozzo, Jackie D'Amico, y Joseph Corozzo. Peter Gotti permaneció siendo el jefe oficial mientras estuvo en prisión.
Los rivales de Gotti recuperaron el control de la familia, principalmente debido a que el resto de los leales a Gotti estaban o encarcelados o investigados. Michael "Mikey Scars" DiLeonardo, la antigua cabeza de las operaciones de cuello blanco de la familia y uno de los últimos partidarios de Gotti, se hizo testigo del estado debido a la cada vez mayor presión de las fuerzas de la ley y la evidencia que se presentó en su juicio. Escogió testificar contra mafiosos de las cinco familias. DiLeonardo testificó contra Peter Gotti y Anthony "Sonny" Ciccone, entre otros, del 2003 al 2005, y luego desapareció dentro del Programa de Protección de Testigos.
En el 2005, Nicholas "Little Nick" Corozzo y su subordinado de largo tiempo Leonard "Lenny" DiMaria fueron liberados de prisión luego de cumplir diez años por racketeering y usura en los estados de Nueva York y Florida. Ese mismo año, fuerzas de la ley de los Estados Unidos reconocieron a Corozzo como el jefe de la familia criminal Gambino, con su hermano Joseph Corozzo como el consigliere de la familia, Arnold "Zeke" Squitieri como el subjefe en funciones y Jackie D'Amico como un miembro muy estimado por los hermanos Corozzo.
El jueves 7 de febrero del 2008, un gran jurado federal emitió una acusación que llevó al arresto de 54 miembros y asociados de la familia Gambino en Nueva York, sus suburbios, Nueva Jersey y Long Island. Esta acusación era la culminación de una investigación de cuatro años del FBI conocida como Operation Old Bridge. Acusó a 62 personas de asesinato, conspiración, narcotráfico, robos, extorsión y otros crímenes. El FBI utilizó al informante Joseph Vollaro como testigo del gobierno.
La Operation Old Bridge rompió una alianza creciente entre los Gambino y la Mafia siciliana, que quería adentrarse en el comercio de drogas. Uno de los arrestados en las redadas en los Estados Unidos fue Frank Cali, futuro jefe de la familia Gambino. El era supuestamente el "embajador" en los Estados Unidos de la familia criminal Inzerillo. Muchos de los que fueron arrestados terminaron declarándose culpables y consiguiendo así sentencias menores a tres años en prisión.

### Domenico Cefalú y Frank Cali
Cuando las autoridades federales y del estado de Nueva York rodearon a toda la jerarquía de la familia Gambino a inicios del 2008, un panel de tres hombres formado por los jefes callejeros Daniel "Danny" Marino, John Gambino y Bartolomeo Vernace tomó el control de la familia mientras los miembros de la administración estuvieron en prisión. En julio de 2011, se reportó que Domenico Cefalú había sido promovido a jefe en funciones de la familia criminal, poniendo fin al régimen Gotti. El régimen de Cefalú vio a la facción siciliana, más conocida como los "Zips", ganar el control de la familia. El reportero de crimen Jerry Capeci informó que Cefalú renunció en el 2015 y su subjefe, Frank Cali, tomó todo el control. Sin embargo, una semana después, Capeci se rectificó señalando que Cefalú se mantenía como jefe en funciones. Se creía que la familia entonces tenía entre 150 y 200 miembros y más de 1.100 asociados.
La familia continuó activa en actividades criminales como las apuestas, la usura, la extorsión, el control de sindicatos, el fraude, el lavado de dinero y el narcotráfico. En el 2012, la familia Gambino aún tenía cierto control en los muelles en Brooklyn y Staten Island a través de infiltrados en los sindicatos. Las investigaciones entre 2008 y 2014 mostraron que la familia era aún muy activa en la ciudad de Nueva York.
Durante el 2009, la familia vio la liberación de muchos miembros importantes. El 18 de noviembre de ese año, la NYPD arrestó a 22 miembros y asociados de las familias Luchese y Gambino como parte de la "Operation Pure Luck". La redada fue resultado de casos que involucran usura y apuestas deportivas ilegales en Staten Island. También hubo cargos de soborno a autoridades de la corte de la ciudad de Nueva York y oficiales del Departamento de Saneamiento.
El 2014, el FBI y la policía italiana arrestaron a 17 miembros y asociados de la 'Ndrangheta, en particular del clan Ursino, y a 7 miembros y asociados de las familias Gambino y Bonanno. Los arrestados fueron acusados por los fiscales y las fuerzas de la ley de organizar un circuito trasatlántico de narcotráfico con la finalidad de embarcar 500 kilogramos de cocaína pura desde Guyana en Sudamérica hasta el puerto de Gioia Tauro en Calabria. La fiscal de los Estados Unidos Loretta Lynch identificó al asociado de la familia Gambino Franco Lupoi como el eje de la operación, acusándolo de conspiración con su suegro, Nicola Antonio Simonetta, un miembro del clan Ursino, para armar la red.
El 12 de diciembre del 2017, cinco asociados de la familia Gambino, Thomas Anzaone, Alessandro "Sandro" Damelio, Joseph Durso, Anthony Rodolico, y Anthony Saladino, junto con el capitán de 74 años de edad John "Johnny Boy" Ambrosio, fueron arrestados y acusados de operar una red ilegal de racketeering entre enero del 2014 hasta diciembre de 2017 que se dedicó al racketeering, la extorsión, el narcotráfico, la usura y las apuestas ilegales. El soldado de la familia criminal Bonanno, Frank "Frankie Boy" Salerno, también fue arrestado y acusado de conspirar con la familia criminal Gambino. Los asociados Anzaone, Damelio y Durso, junto con el soldado Bonanno Saladino, fueron acusados de vender cocaína, marihuana y Xanax en grandes cantidades. Los fiscales dijeron que Salerno and Saladino conseguían la droga en kilogramos y luego lo vendían a otros para su distribución. Un agente encubierto alegó que pagó $1,250 por una onza de cocaína y que también compró casi un kilogramo en 12 diferentes oportunidades entre febrero y junio del 2016.
Se dijo que Ambrosio era la cabeza de una operación muy rentable de usura y apuestas ilegales, incluyendo sitios de apuesta sin licencia, máquinas de juego electrónicas y apuestas deportivas por internet. Los fiscales dijeron que él y Rodolico intentaron obstruir los procedimientos del gran jurado contra sus actividades criminales intimidando a una víctima de usura para que mintiera ante los oficiales de la ley.
Frank Cali fue asesinado el 13 de marzo del 2019 afuera de su casa en Staten Island por un único pistolero. El asesinato de Cali fue el primer asesinato de un jefe desde el asesinato de Paul Castellano en 1985. Tres días después, se arrestó a Anthony Comello de 24 años y se le acusó de haber cometido el asesinato. Las autoridades reportaron que creían que el crimen estaba relacionado con una disputa personal más que a actividad del crimen organizado.

### Actual posición y liderazgo
Luego de la muerte de Cali, se reportó que Lorenzo Mannino se había convertido en el nuevo líder de la familia.
El 14 de marzo del 2018, el asociado de la familia Gambino Anthony Pandrella fue acusado del asesinato y robo del usurero de 77 años Vincent Zito sucedido el 26 de octubre de 2018. Según los papeles de la corte, Pandrella asesinó a Zito por temor a que él pudiera matarlo primero por una deuda impagada de $750,000 que tenía con él. El día que supuestamente se debía pagar la deuda, Pandrella visitó a Zito en su casa en Sheepshead Bay, Brooklyn y le disparó a quemarropa en la nuca, robando las ganancias de Zito y limpiando cualquier evidencia incriminatoria en la escena antes de escapar. Horas después del crimen, Pandrella regresó a su casa para preguntarle a la familia y amigos de Zito acerca de la investigación. El 14 de junio de 2022, Pandrella fue encontrado culpable de robo, asesinato y uso ilegal de un arma de fuego.
En julio del 2019, Thomas Gambino, de 47 años, (considerado por el FBI de ser un miembro importante de la familia Gambino) fue uno de los 15 supuestos miembros de la familia criminal Inzerillo arrestados en redadas coordinadas en Sicilia y los Estados Unidos. La policía italiana dijo que Gambino fue grabado reuniéndose con miembros importantes del clan Inzerillo en un bote en la costa de Palermo un año antes, supuestamente discutiendo la venta de propiedad que anteriormente perteneció a Frank Cali. Rosario Gambino también fue arrestada.
El 5 de diciembre del 2019, el capo de la familia Andrew Campos y nueve otros malhechores fueron arrestados en una operación federal en el Bronx y el condado de Westchester en acusaciones de amenazas de aplicar violencia para cobrar extorsiones. El 6 de diciembre, John Simonlacaj, primo de Mark “Chippy” Kocaj y director administrativo del HFZ Capital Group fue procesado en la Corte Federal de Brooklyn por cargos federales de conspiración de fraude y evasión de impuestos. Los fiscales alegaron que CWC Contracting, operada por Kocaj, Campos y Vincent Fiore, pagaba sobornos a empleados de varias compañías de construcción y constructores, incluyendo a HFZ Capital.

## Liderazgo histórico
La familia criminal Gambino tenía una estructura jerárquica similar a las otras familias ítalo estadounidenses. Su comandante en jefe, el "jefe" era el supervisor de todo el grupo. El segundo en comando, el "subjefe" era usualmente un pariente cercano o amigo del jefe. Se esperaba que usualmente éstos sean quienes tomen el control (en la mayoría de casos) como sucesor del jefe y éste iba a prisión o moría. El jefe tenía un consigliere que era el mentor del jefe, quien lo asistía en la toma de decisiones. Los capos estaban a cargo de los grupos de soldados y controlaban un territorio de la ciudad de Nueva York. Ellos aseguraban que los grupos de miembros de menor rango siguieran las instrucciones del jefe y ejecutaran las acciones de la organización. Los "soldados" hacían la mayor parte del trabajo de la familia criminal. Dentro los soldados estaban los que ganaban el dinero (en inglés: earners) y los que ejecutaban las acciones violentas cuando eran necesarias o cuando lo ordenaba el jefe (en inglés: enforcers). Los soldados eran “made” men, que significaba que estaban protegidos de ser asesinados a menos que el jefe lo aprobara. Los miembros más bajos de la organización eran llamados "asociados" que podían cometer actos criminales pero que no estaban "iniciados". El beneficio de ser un asociado podría ser la distancia con la organización, incluyendo el juramento del asociado no tenía que hacer para la Mafia.

### Jefes (oficiales y en funciones)
- 1900s-1910 – Ignazio "the Wolf" Lupo – apresado en 1910.[10]
- 1910-1928 – Salvatore "Toto" D'Aquila – tomó control de la Camorra de Brooklyn en 1916 y se fusionó con la pandilla de Al Mineo para formar la mayor familia en Nueva York. Fue asesinado bajo órdenes del jefe Joe Masseria en 1928.[162]
- 1928-1930 – Manfredi "Alfred" Mineo – asesinado durante la guerra de los Castellammarenses en 1930.
- 1930-1931 – Frank Scalice – renunció y se hizo consigliere, luego del asesinato del jefe de todos los jefes Salvatore Maranzano.
- 1931-1951 – Vincent Mangano – desapareció en abril de 1951, supuestamente asesinado por órdenes del subjefe Albert Anastasia.
- 1951-1957 – Albert Anastasia – asesinado en octubre de 1957 por órdenes de Carlo Gambino.
- 1957-1976 – Carlo Gambino – murió de causas naturales en 1976.
  - En funciones 1964–1976 – Paul Castellano – Jefe en funciones de Gambino, se convirtió en jefe oficial luego de su muerte.
- 1976-1985 – Paul Castellano – asesinado en diciembre de 1985 bajo órdenes del capo John Gotti.
- 1985-2002 – John Gotti – apresado en 1990, murió en el 2002.
  - En funciones 1992–1999 – John A. Gotti – preso en 1999, se retiró luego.
  - En funciones 1999–2002 – Peter Gotti – promovido a jefe oficial.
- 2002-2011 – Peter Gotti – preso en 2002, murió el 2021.
  - En funciones 2002–2005 – Arnold Squitieri[163]
  - En funciones 2005–2008 – John D'Amico[164]
- 2011-presente – Domenico "Italian Dom" Cefalù
  - En funciones 2015-2019 – Frank Cali – asesinado en marzo del 2019.[165]
  - En funciones 2019-present – Lorenzo Mannino[147]

### Comités
Desde el apresamiento de Gotti en 1990, varios comités de capos han remplazado periódicamente las posiciones de los subjefes y del consigliere, permitiendo a un jefe preso tener un mejor control de la familia.
- 1986 – Angelo Ruggiero (murió en 1989), Joseph Armone (murió en 1992), Salvatore Gravano (hasta 1987 cuando se hizo consigliere), Frank Locascio (hasta 1990 cuando se hizo consigliere)[166]
- 1990-1991 – John A. Gotti, James Failla, John D'Amico, Louis Vallario, Peter Gotti[167]
- 1991-1993 – John A. Gotti, James Failla, John D'Amico, Joseph Arcuri, Peter Gotti[168]
- 1993-1996 – John A. Gotti, Nicholas Corozzo, John D'Amico, Joseph Arcuri, Peter Gotti
- 1996-1999 – John A. Gotti, Stephen Grammauta, John D'Amico, Joseph Arcuri, Peter Gotti
- 2008-2010 – Daniel Marino (encarcelado), Bartolomeo Vernace (encarcelado), and John Gambino[169]
- 2013-2016 – John Gambino (murió en 2016), Anthony Gurino, Joseph Juliano[170]
- 2016-2019 – Anthony Gurino (murió en el 2019), Joseph Juliano

### Subjefes (oficial y en funciones)
- 1928-1930 – Stefano Ferrigno – asesinado en 1930.
- 1930-1951 – Albert Anastasia – se convirtió en el jefe oficial en 1951.
- 1951-1957 – Salvatore Chiri[171][172]
- 1957 – Carlo Gambino – se convirtió en jefe.[173]
- 1957-1965 – Joseph Biondo – degradado por Gambino en 1965.[171]
- 1965-1985 – Aniello Dellacroce – murió de causas naturales en 1985.[166]
  - En funciones 1974–1976 – James Failla – reemplazado por Dellacroce luego de que éste saliera de prisión.
- 1985 – Thomas Bilotti – asesinado en 1985 bajo órdenes del capo John Gotti luego de tan sólo 11 días.[166]
- 1985-1986 – Frank DeCicco – asesinado en 1986 por sicarios de la familia Lucchese.[166]
- 1986-1990 – Joseph Armone – sentenciado a 15 años en prisión en 1987, se hizo consigliere.[166]
  - En funciones 1988–1990 – Frank Locascio – se convirtión en consigliere en funciones.[166]
- 1990-1991 – Salvatore Gravano – se hizo testigo del gobierno en 1991.[166]
- 1999-2012 – Arnold Squitieri – arrestado en 2005, liberado el 2012.[174]
  - En funciones 1999-2002 – Stephen Grammauta – se retiró.[175]
  - En funciones 2002-2005 – Anthony Megale – arrestado en el 2005.[176]
  - En funciones 2005-2011 – Domenico Cefalù – se confirtió en jefe.[174]
- 2012-2015 – Frank Cali – se hijo Jefe en funciones.
- 2015-2017 – Giovanni "John" Gambino – murió de causas naturales el 16 de noviembre del 2017.
- 2018-2019 – Lorenzo Mannino – se convirtió en jefe en funciones.

### Consigliere (oficial y en funciones)
- 1931-1957 – Frank Scalice – asesinado en 1957.[171][177]
- 1957-Joseph Biondo – se hizo subjefe.
- 1957-1967 – Joseph Riccobono – se retiró en 1967, murió en 1975.[171]
- 1967-1987 – Joseph N. Gallo – degradado[178]
- 1987-1990 – Salvatore Gravano – se hizo subjefe.[166]
- 1990-1992 – Joseph Armone – antiguo subjefe, murió en prisión en 1992.[166]
  - En funciones 1990-1992 – Frank Locascio - preso en 1992.[166]
- 1992-2011 – Joseph Corozzo – preso en el 2008, liberado el 5 de enero de 2016.[179]
- 2011-2017 – Bartolomeo "Bobby Glasses" Vernace - arrestado el 2011, condenado el 2014, murió en prisión el 2017.[130]
  - En funciones 2014-2018 – Lorenzo Mannino – se convirtió en subjefe
  - En funciones 2018-2019 – Michael "Mickey Boy" Paradiso – se convirtió en consigliere oficial.
- 2019-presente – Michael "Mickey Boy" Paradiso

## Administración
- Jefe – Domenico "Italian Dom" Cefalù – a pesar de los rumores y la especulación en los últimos años, Cefalù continuó siendo el jefe oficial desde el 2011. Nació en Palermo en 1947. Se involucró a través del narcotráfico. No se sabe mucho sobre Cefalù debido a su deliberada presencia de bajo perfil más que su sentencia por narcotráfico de 1982 por la que estuvo 6 años en prisión. Fue introducido a la familia por John Gotti en 1991. En 1992 y 1993, se negó a testificar contra Pasquale Conte y se le condenó a 18 meses en prisión saliendo en febrero de 1994. Alrededor de 1995 o 1996, fue sentenciado a 33 meses de prisión por desacato. A mediados de los años 2000, Jackie D'Amico lo promovió a Subjefe hasta su ascenso como jefe en el 2011.
- Jefe en funciones – Lorenzo Mannino – sospechoso de ser parte de la administración superior, o al menos ser reconocido como un antiguo capitán respetado y poderoso en Brooklyn. Mannino fue implicado por Sammy Gravano en el asesinato de 1988 de Francesco Oliveri. Fue antiguamente parte de la "facción siciliana" y también un conocido de John Gambino. En 1994, fue sentenciado a 15 años de cárcel y multado con $25,000 por tráfico de drogas y racketeering.
- Subjefe – Desconocido/Vacante
- Consigliere – Michael "Mickey Boy" Paradiso – supuestamente promovido en el 2019. Ha estado activo desde los años 1960. En los años 1970, agredió a John Gotti y fue nombrado capitán por Gotti a mediados de los años 1980. Paradiso ha sido sospechoso de contratar a Jimmy Hydell y otros dos asociados para el intento fallido de asesinato en septiembre de 1985 del subjefe de la familia criminal Lucchese Anthony Casso. Para 1986, él completó su sentencia de ocho años por el secuestro de dos camiones conteniendo 500 bolsas de café colombiano y fue liberado tras el pago de una fianza de $500,000, cuando fue apresado por operar una gran red de distribución de heroína en la Penitenciaría de Lewisburg. Se alegó que Gotti ordenó su muerte a fines de 1987 como retribución por Casso. En 1989, fue acusado de asesinato luego de que su propio hermano lo acusó de haber cometido asesinato en enero de 1978 junto con otros neuve casos. Fue liberado bajo fianza en 1998, regresó a prisión en 1999 por violación de su libertad bajo palabra y fue liberado el 2000. Paradiso fue liberado en el 2011 por un crimen desconocido. En el 2016, él y otros 21 miembros y asociados de las familias Gambino, Bonanno y Genovese fueron acusados como parte de una operación de apuestas ilegales y tráfico de marihuana y Oxicodona que abarcó desde California hasta Nueva York.

## Facción siciliana
La facción siciliana de la familia criminal Gambino es conocida como loso Cherry Hill Gambinos. El jefe Carlo Gambino creó una alianza entre la familia Gambino y tres clanes sicilianos: los Inzerillo, los Spatola y los Di Maggio. Los parientes de Carlo Gambino controlaban el clan Inzerillo bajo el control de Salvatore Inzerillo en Passo di Ragano, un vecindario en Palermo, Sicilia. Salvatore Inzerillo coordinaba el mayor tráfico de heroína de Sicilia a los Estados Unidos, mandando a sus primos John, Giuseppe y Rosario Gambino a los Estados Unidos para supervisar la operación. Los hermanos Gambino administraban un Café en la avenida 18t en Bensonhurst y tomaron el nombre de Cherry Hill Gambinos de Cherry Hill, Nueva Jersey. La familia Gambino en los Estados Unidos empezó a aumentar su tamaño con más miembros sicilianos.
Reportes noticiosos en julio del 2019 indicaban que una reciente investigación policial confirmó los fuertes lazos entre la Cosa Nostra del área de Palermo y la familia criminal Gambino en Nueva York. Según el periódico italiano La Repubblica,  "Allá van, a través de las calles de Passo di Rigano, Boccadifalco, Torretta y al mismo tiempo, Brooklyn, Staten Island, Nueva Jersey. Porque desde Sicilia a los Estados Unidos, la vieja mafia ha  regresado".